# 울라야 아맘라
울라야 아맘라(프랑스어: Oulaya Amamra, 1996년 11월 12일 ~ )는 프랑스의 배우이다.

## 수상
- 2017 세자르상 여우신인상
- 2017 뤼미에르상 여우신인상 (데보라 루쿠무에나와 공동 수상)